# Алексеевский сельсовет (Глушковский район)
Алексеевский сельсовет — сельское поселение в Глушковском районе Курской области Российской Федерации.
Административный центр — село Алексеевка.

## История
Статус и границы сельского поселения установлены Законом Курской области от 21 октября 2004 года № 48-ЗКО «О муниципальных образованиях Курской области».

## Население
| 2002 | 2010 | 2012 | 2013 | 2014 | 2015 | 2016 |
| ---- | ---- | ---- | ---- | ---- | ---- | ---- |
| 737  | ↘483 | ↘467 | ↘459 | ↘442 | ↘434 | ↘424 |
| 2017 | 2018 | 2019 | 2020 | 2021 |      |      |
| ↘417 | ↘411 | ↘397 | ↘392 | ↗461 |      |      |

## Состав сельского поселения
| № | Населённый пункт | Тип населённого пункта       | Население |
| - | ---------------- | ---------------------------- | --------- |
| 1 | Алексеевка       | село, административный центр | ↗461      |